# Laurasiatheria
Laurasiatheria är en överordning i infraklassen högre däggdjur med många olika arter. Djur i denna grupp har sitt ursprung i den gamla superkontinenten Laurasien. Med ordningen Chiroptera (fladdermöss) innefattar överordningen Laurasiatheria de enda däggdjuren som aktivt kan flyga.

Gondwana och Laurasien under trias för cirka 200 miljoner år sedan

Systergruppen till Laurasiatheria utgörs troligtvis av överordningen Euarchontoglires som även innefattar människan. Den sista gemensamma förfadern till bägge djurgrupperna levde antagligen för 85 till 95 miljoner år sedan på norra halvklotet.
I jämförelse till andra överfamiljer förekommer flera fall av konvergent evolution. Till exempel är sirendjur från överfamiljen Afrotheria lika bra anpassade till livet i vatten som valar och sälar från överfamiljen Laurasiatheria. Även specialiseringen på insekter förekommer hos myrkottar från Laurasiatheria liksom hos jordsvin från Afrotheria och myrslokar från Xenarthra.
De flesta av dessa däggdjur förs samman till kohorten ferungulata.